# 小行星1188
小行星1188（1188 Gothlandia）是一颗围绕太阳公转的小行星。1930年9月30日，朱賽普·科馬斯·索拉在巴塞罗那发现了此天体。
該小行星以加泰隆尼亞的古名命名。
这颗小行星的绝对星等为6.794803944373075等。